# Lijst van rijksmonumenten in Gorinchem (gemeente)
De gemeente Gorinchem telt 216 inschrijvingen in het rijksmonumentenregister. Hieronder een overzicht.

## Dalem
De plaats Dalem telt 3 inschrijvingen in het rijksmonumentenregister.
| Object                                                                       | Oorspronkelijke functie? | Bouwjaar              | Architect | Locatie               | Coördinaten?                  | Nr.?  | Afbeelding        |
| ---------------------------------------------------------------------------- | ------------------------ | --------------------- | --------- | --------------------- | ----------------------------- | ----- | ----------------- |
| Hervormde Pastorie                                                           | Kerkelijke dienstwoning  | eerste kwart 19e eeuw |           | Merwededijk 5         | 51° 49' 40" NB, 4° 59' 31" OL | 38175 | Meer afbeeldingen |
| Hervormde Kerk                                                               | Kerk en kerkonderdeel    | 1801                  |           | Merwededijk 6         | 51° 49' 40" NB, 4° 59' 30" OL | 38176 | Meer afbeeldingen |
| Grenspaal, een hardstenen paal met opschrift: Visscherij Grens 2/4 Dec. 1834 | Grensafbakening          | 1834                  |           | Grenspaal Merwededijk | 51° 49' 44" NB, 5° 1' 4" OL   | 38181 | Meer afbeeldingen |

### Vervallen monumenten
De volgende drie objecten zijn voormalige rijksmonument:
| Object | Oorspronkelijke functie? | Bouwjaar                | Architect | Locatie        | Coördinaten?                 | Nr.?  | Afbeelding                                    |
| --- | ------------------------ | ----------------------- | --------- | -------------- | ---------------------------- | ----- | --------------------------------------------- |
| Gepleisterd boerderijtje onder rieten wolfdak | Boerderij                | 18e eeuw                |           | Merwededijk 25 | 51° 49' 44" NB, 5° 1' 4" OL  | 38178 | Gepleisterd boerderijtje onder rieten wolfdak |
| Boerderij onder rieten wolfdak. Vensters met goede roedenverdeling | Boerderij                | 18e eeuw                |           | Merwededijk 26 | 51° 50' 11" NB, 5° 0' 12" OL | 38179 | Upload foto                                   |
| Boerderij waarvan het woongedeelte loodrecht op de dijk staat en gedekt wordt door een met riet gedekt wolfdak. Stal links hiervan, evenwijdig aan de dijk onder rieten schilddak, opgewipt boven de hooiluiken | Boerderij                | waarschijnlijk 18e eeuw |           | Merwededijk 28 | 51° 50' 11" NB, 5° 0' 12" OL | 38180 | Upload foto                                   |

## Gorinchem
De plaats Gorinchem telt 213 inschrijvingen in het rijksmonumentenregister. Zie Lijst van rijksmonumenten in Gorinchem voor een overzicht.
Alblasserdam ·
Albrandswaard ·
Alphen aan den Rijn ·
Barendrecht ·
Bodegraven-Reeuwijk ·
Capelle aan den IJssel ·
Delft ·
Den Haag ·
Dordrecht ·
Goeree-Overflakkee ·
Gorinchem ·
Gouda ·
Hardinxveld-Giessendam ·
Hendrik-Ido-Ambacht ·
Hillegom ·
Hoeksche Waard‎ ·
Kaag en Braassem ·
Katwijk ·
Krimpen aan den IJssel ·
Krimpenerwaard ·
Lansingerland ·
Leiden ·
Leiderdorp ·
Leidschendam-Voorburg ·
Lisse ·
Maassluis ·
Midden-Delfland ·
Molenlanden ·
Nieuwkoop ·
Nissewaard ·
Noordwijk ·
Oegstgeest ·
Papendrecht ·
Pijnacker-Nootdorp ·
Ridderkerk ·
Rijswijk ·
Rotterdam ·
Schiedam ·
Sliedrecht ·
Teylingen ·
Vlaardingen ·
Voorne aan Zee ·
Voorschoten ·
Waddinxveen ·
Wassenaar ·
Westland ·
Zoetermeer ·
Zoeterwoude ·
Zuidplas ·
Zwijndrecht